# Excelsior Estates
Excelsior Estates é uma vila localizada no estado americano de Missouri, no Condado de Clay e Condado de Ray.

## Demografia
Segundo o censo americano de 2000, a sua população era de 263 habitantes.
Em 2006, foi estimada uma população de 268, um aumento de 5 (1.9%).

## Geografia
De acordo com o United States Census Bureau tem uma área de
0,6 km², dos quais 0,6 km² cobertos por terra e 0,0 km² cobertos por água.

## Localidades na vizinhança
O diagrama seguinte representa as localidades num raio de 8 km ao redor de Excelsior Estates.